# 薗田杏奈
薗田 杏奈（そのだ あんな、1988年5月23日 - ）は、埼玉県所沢市出身のファッションモデル、タレント、女優。2014ミス・ユニバース・ジャパン埼玉県代表。
Mentality Walking School代表。

## 略歴
2002年10月、14歳の時原宿で芸能事務所にスカウトされ、オスカープロモーションに所属。2003年3月から2006年8月まで、光文社のハイティーン向けファッション雑誌、JJbis専属モデルとなる。
2006年に日本スイムスーツ協会3代目キャンペーンモデルに選ばれ、2007JSA水着キャンペーンガールを務める。この頃JSA協会水着PRの為、各週刊誌紙面を飾る。
2008年10月オスカープロモーション退社。2010年10月から2012年10月までPrimo所属。2012年1月、オフィシャルブログに不正アクセス発生し、Primo退社。
2013年11月2日、2014ミス・ユニバース・ジャパン埼玉決勝大会にてグランプリ、埼玉県代表に選出。同年12月13日、所沢警察署の一日署長を務める。この頃には「川の国埼玉 かわガール」広報大使としての活動もあった。
2016年6月22日、シングル「心に花束を」を発表し、歌手としても活動。2017年、ミス・アース・ジャパンのエリアパートナーPRアンバサダーに就任。関連テレビ番組『ミス・アース ビューティフルJAPAN』のパーソナリティを務める。
2017年8月19日、自身のInstagramで入籍を発表。相手は2歳年上の会社経営者。先述のなりすまし被害で岐路に立たされていた24歳の頃出会い友人関係を経て交際8ヶ月で入籍したという。同年8月25日にハワイでファミリーウェディング、10月9日に八芳園で式を挙げた。

## 人物・エピソード
- 父親が鹿児島県出身。兄が1人いる[9][8]。
- 特技はクラシックバレエ、ヨット[3]。
- 小学6年生の頃から芸能事務所からスカウトをされていた。その当時芸能界に興味が無くクラシックバレエに夢中だったと雑誌のインタビューに答えている。
- 薗田と同じ2007年にキャンギャルを務めた澤山璃奈[10]とは今でも仲が良く[11]、一緒にライブを観に行ったりする[12]。
- 過去のネットでのなりすまし被害や、誹謗中傷、嫌がらせから悩み酷い脱毛症や皮膚炎になった過去があった事を、読売新聞始め、各新聞などの取材に応えた。2013年11月27日付読売新聞では【苦しむ人支えたい】という見出しで、今まで経験したモデル、女優、病、保育士を通じて学んだ事を伝えられる位置にいかせて頂けたら、病も恥ずかしがらず、自ら発信する事で悩み苦しむ人々のお支えになればと語った。

## 主な雑誌
- JJbis（光文社）2003年4月-2006年8月 専属モデル
- トーキョースクールガール写真集（ブックマン社）
- 月刊lily（kkベストセラーズ）
- 別冊JUNON（主婦と生活社）
- 月刊STA☆COLLE（講談社）
- 週刊現代「企画-親の顔が見たい!-」（講談社）
- 週刊大衆 JSAキャンペーンガール特集（双葉社）
- 週刊ポスト JSAキャンペーンガール特集（小学館）
- 週刊文春 JSAキャンペーンガール特集（文藝春秋）
- ザテレビジョン（角川クロスメディア）
- 読売新聞「気になるアノ人!-薗田杏奈-」（2009年2月）

## 出演

### テレビドラマ
- ごくせん（日本テレビ）
- ドラマ24 コスプレ幽霊 紅蓮女 （2008年1月11日 - 3月28日、テレビ東京）武藤英麻 役
- キイナ〜不可能犯罪捜査官〜（2009年1月21日 - 3月、日本テレビ）内田マキ 役
- 月曜ゴールデン-美食カメラマン星井裕の事件簿-（2010年2月、TBS）岸谷真琴 役

### その他テレビ番組
- SMAP×SMAP（2002年12月、関西テレビ・フジテレビ）
- easy sports（2009年6月1日 - 5日、テレビ朝日）
- ふた旅美JAPAN（2016年4月 - 、テレビ埼玉）
- ミス・アース ビューティフルJAPAN（2017年4月 - 、テレビ埼玉）

### ラジオ番組
- 志村けんのFIRST STAGE〜はじめの一歩〜（2007年12月22日、Tokyo FM）
- キャラリンパ（2009年11月22日、かつしかFM）
- 薗田杏奈!心に花束を!（2015年12月 - 2016年3月、エフエムナックファイブ　「i Meet Up!」内）
- 薗田杏奈のアースコンシェルジュ（2016年10月 - 12月、ニッポン放送）

### CM
- 進研ゼミ（ベネッセコーポレーション）
- 花王ロリエ スリムガード（2010年）

### VTR
- 安良城紅　PV
- 暮部拓哉　PV

### スチール
- 着物丸昌 カレンダー　ポスター（2004年）
- 鈴乃屋 ポスター
- 京都着物友禅
- 着物 やまと

### ショー
- Bridal Fashion Show（2007年9月2日 マリエ・やしろ&ブィラノッツェカロー鳥取）
- Swim resort ailand トーク＆ファッションショー

## 作品

### DVD
- こんな、そんな、杏奈?（2007年12月15日、イーネット・フロンティア）
- Ruby Rose（2008年2月22日発売、avex trax）
- コスプレ幽霊 紅蓮女 DVD-BOX（2008年5月21日発売、バップ）
- キイナ〜不可能犯罪捜査官〜DVD-BOX （2009年5月発売、バップ）

### CD
- 心に花束を（2016年6月22日発売、販売：XME(エクシングミュージック・エンタテイメント) / ディストリビューション：テイチク）